# Макарівська волость (Сквирський повіт)
Макарівська волость — історична адміністративно-територіальна одиниця Сквирського повіту Київської губернії з центром у селі Макарівка.
Станом на 1886 рік складалася з 5 поселень, 4 сільських громад. Населення — 3814 осіб (1881 чоловічої статі та 1933 — жіночої), 473 дворових господарства.
Наприкінці 1880-х років волость було ліквідовано, поселення увійшли до складу Бровківської (Макарівка), Верхівнянської (Трубіївка) та Паволоцької (Андрушки та Хейлове) волостей.
|                     | Площа, десятин | У тому числі орної, дес. |
| ------------------- | -------------- | ------------------------ |
| Сільських громад    | 2996           | 2565                     |
| Приватної власності | 3448           | 2344                     |
| Іншої власності     | 205            | 160                      |
| Загалом             | 6649           | 5069                     |

Поселення волості:
- Макарівка — колишнє власницьке містечко при струмкові за 32 версти від повітового міста, 966 осіб, 148 дворів, православна церква, католицька каплиця, школа, постоялий будинок, водяний млин. За 3 версти — лісова контора.
- Андрушки — колишнє власницьке село при струмкові, 820 осіб, 113 дворів, православна церква, школа, лікарня, постоялий будинок, водяний млин, бурякоцукровий завод.
- Трубіївка — колишнє власницьке село, 659 осіб, 88 дворів, православна церква, католицька каплиця, школа, постоялий будинок.
- Хейлове — колишнє власницьке село, 769 осіб, 109 дворів, православна церква, школа.